# Törnegöl (Ukna socken, Småland)
Törnegöl är en sjö i Västerviks kommun i Småland och ingår i Storåns huvudavrinningsområde.